# Operazione Niagara
Operazione Niagara (in inglese Operation Niagara, in vietnamita Chiến dịch Niagara) fu il nome in codice delle operazioni di Bombardamento aereo, condotte tra il mese di gennaio ed il mese di marzo del 1968, durante la guerra del Vietnam, dalla United States Air Force, allo scopo di fornire supporto alla base statunitense del corpo dei marines di Khe Sanh, messa sotto assedio dall'esercito nordvietnamita e dai Viet Cong.
L'operazione Niagara, decisa dal comandante in capo del MACV, generale William Westmoreland e guidata dal comandante della Seventh Air Force, generale William W. Momyer, contribuì alla difesa della base di Khe Sanh e inflisse pesanti perdite alle forze nemiche. Le forze aeree americane impegnarono una grande potenza di fuoco con l'obiettivo di decimare il maggior numero possibile di truppe avversarie; furono impiegati anche un gran numero di bombardieri strategici Boeing B-52 Stratofortress decollati dalle basi di Guam e della Thailandia.
L'operazione tuttavia non raggiunse risultati decisivi; inoltre suscitò forti polemiche tra gli alti comandi delle forze armate americane a causa delle proteste del Corpo dei Marines per problemi connessi alla catena di comando e alla dipendenza gerarchica dei vari reparti aerei.

## I piani americani
Nel mese di gennaio del 1968 il dipartimento di Stato americano disponeva già da diversi mesi di rapporti secondo i quali si prevedeva un'offensiva congiunta nordvietnamita e Viet Cong, anche se questi non fornivano notizie precise sui tempi dell'azione; l'attacco alla base di Khe Sanh, iniziato il 21 gennaio, colse di sorpresa il generale William Westmoreland, il quale, ritenendo che tale attacco facesse da preludio ad un'offensiva in forze nel nord del paese, allo scopo di aprire una breccia nelle difese americane sul 17º parallelo, concentrò le sue riserve in quel settore.
In precedenza, visto l'ammassarsi di forze nemiche nei pressi della zona smilitarizzata, il presidente Lyndon B. Johnson, estremamente preoccupato per la situazione e timoroso di una sconfitta che avrebbe potuto avere pesanti conseguenze politico-propagandistiche in patria, aveva chiesto ai suoi consiglieri se la sola potenza aerea americana sarebbe stata sufficiente a respingere un attacco alla base dei Marines. Il generale William W. Momyer, comandante in capo della 7ª forza aerea che dirigeva tutti reparti aerei dell'USAF alle dipendenze del MACV, sembrò ottimista e diede piena assicurazione sulla possibilità di difendere con successo Khe Sanh. Il generale Momyer richiese, per migliorare il coordinamento e l'efficacia della potenza aerea, di assumere il totale controllo operativo anche degli aerei del Corpo dei Marines. La richiesta venne accolta dal generale Westmoreland il 18 gennaio 1968, senza preoccuparsi della suscettibilità del Corpo dei Marines che era fortemente geloso delle sue prerogative e riteneva di essere in grado di supportare i suoi soldati a Khe Sanh solo con il concorso dei suoi aerei d'attacco tattico, senza bisogno di alcun aiuto dell'USAF. Il generale Westmoreland non accolse le proteste dei Marines e confermò le sue decisioni, assegnando al generale Momyer il controllo operativo totale con l'esclusione dell'impiego degli elicotteri Huey e Cobra che sarebbero rimasti fuori dal suo comando.
Nel frattempo Westmoreland aveva indetto il 5 gennaio 1968 una riunione con i suoi subordinati del MACV allo scopo di considerare una possibile strategia da impiegare nel caso la prevista offensiva nemica avesse effettivamente luogo ed il risultato fu l'approvazione di un piano combinato di bombardamenti aerei e di artiglieria che prese il nome di "Niagara" e che ebbe inizio lo stesso giorno. Il generale Westmoreland apparentemente accolse con fiducia e soddisfazione le notizie di una forte concentrazione di truppe nemiche intorno alla base di Khe Sanh; secondo il generale americana sarebbe stato possibile finalmente dispiegare l'intera, schiacciante, potenza di fuoco americana e decimare le migliori unità avversarie che sembravano ora decise alla battaglia in campo aperto. La stessa denominazione dell'operazione ("Niagara") sembrava evocare una "cascata" gigantesca di bombe che avrebbero spazzato via i reparti nordvietnamiti. Sembra che il generale Westmoreland fece in un primo tempo studiare dai suoi subordinati anche il possibile impiego di bombe nucleari tattiche per annientare completamente le concentrazioni nemiche intorno a Khe Sanh, e che la pianificazione venne interrotta per l'intervento delle autorità superiori negli Stati Uniti preoccupati per possibili fughe di notizie che avrebbero potuto scatenare violente proteste nella stampa e nell'opinione pubblica americana.

## L'operazione Niagara

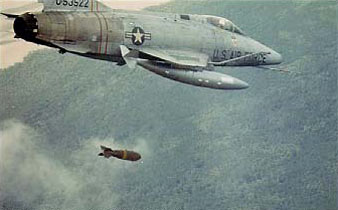
Un cacciabombardiere americano F 100 durante un bombardamento

L'operazione fu distinta in due fasi: la prima, detta "Niagara 1", consistette nella raccolta dettagliata di informazioni sulle attività del nemico, sui suoi movimenti e sulla sua consistenza, allo scopo di individuare i bersagli e le forze più idonee alla sua distruzione, e sulla accurata pianificazione delle forze e delle missioni da svolgere. Il generale Momyer era deciso ad impiegare in massa i bombardieri strategici B-52 che avrebbero effettuato missioni Arc Light ad alta quota con il supporto del radar contro le concentrazioni nemiche; il generale richiedeva inizialmente che i B-52 colpissero fino a 300 metri dalle linee americane a Khe Sanh, ma in seguito per ragioni di sicurezza venne stabilito che la distanza minima fosse ampliata fino a 900 metri. Oltre ai grandi bombardieri strategici le forze aeree combinate americane avrebbero impegnato anche circa 350 cacciabombardieri da attacco tattico dell'USAF, dell'U.S. Navy e del Corpo dei Marines.
La seconda fase di "Niagara", la cosiddetta "Niagara 2", costituiva la reale fase operativa del piano, ossia l'utilizzo delle forze indicate nella prima fase dal momento in cui il nemico avesse effettivamente dato il via all'offensiva.

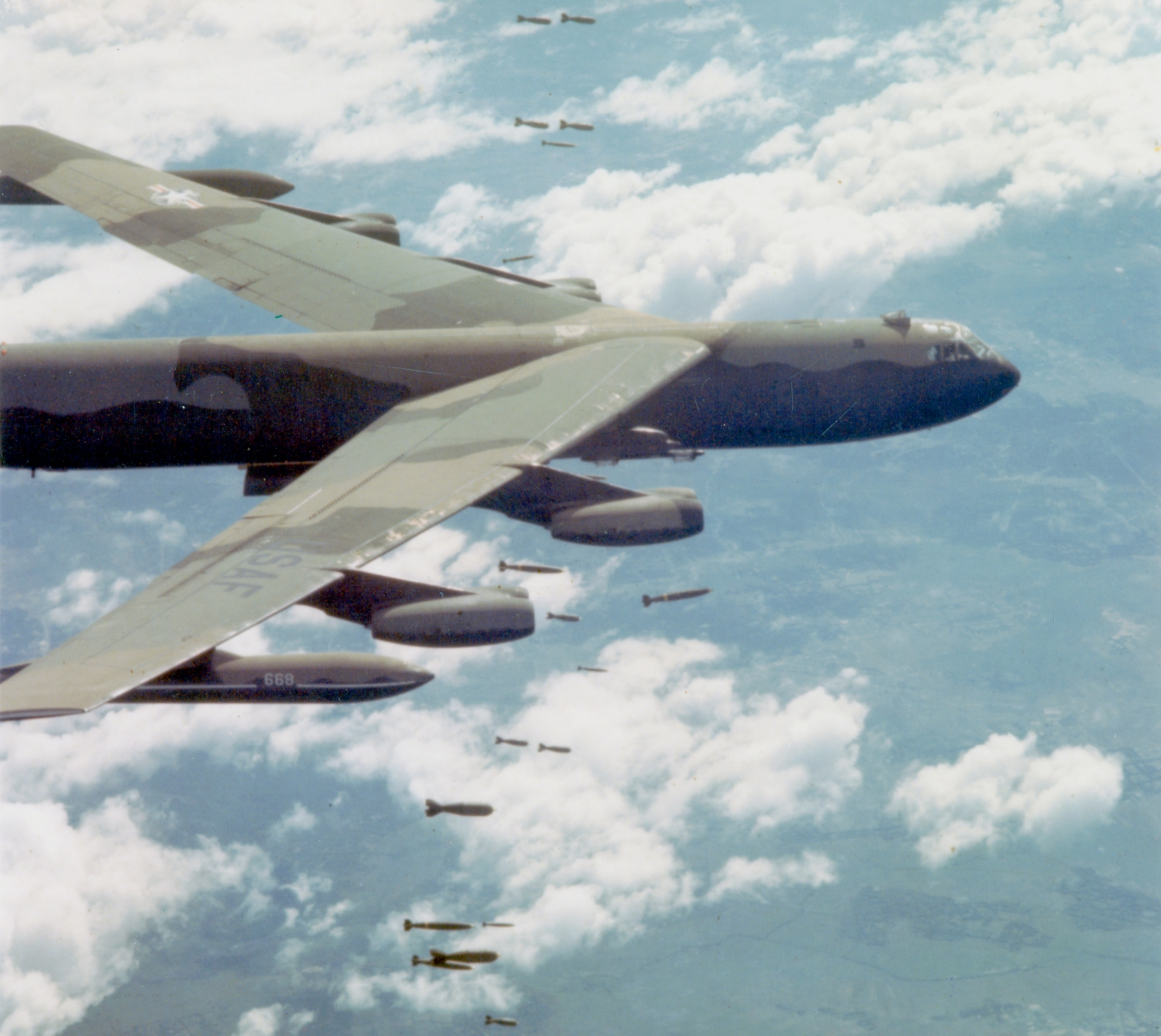
B-52 sganciano bombe durante una missione Arc Light.

La "Niagara 2" iniziò il 21 gennaio, immediatamente dopo l'inizio dell'attacco contro la base di Khe  Sanh: i bombardieri B-52, provenienti dalle basi di Guam e della Thailandia, solo il primo giorno, nonostante le non perfette condizioni atmosferiche, dovute alla nebbia che frequentemente si trovava sulle colline prospicienti la base, effettuarono 49 missioni, integrate da bombardamenti tattici.
I bombardamenti aerei proseguirono per tutta la durata dell'assedio e la strategia si dimostrò efficace nel rallentare l'afflusso di rinforzi e di rifornimenti alle forze attaccanti; la cosiddetta tecnica "Combat Skypot", che consisteva, attraverso l'utilizzo di radar e di computer, nella guida sul bersaglio ai piloti da parte di controllori di terra, contribuì a compensare le pessime condizioni meteorologiche della zona e, per tutta la durata della battaglia, furono effettuati 24 000 attacchi tattici e 2 700 incursioni di B-52, a fronte della perdita di 17 elicotteri, di un A-4 e di un F-4.
La potenza di fuoco dispiegata dalle forze aeree americane fu effettivamente impressionante; in nove settimane solo i B-52 sganciarono oltre 75 000 tonnellate di bombe che inflissero perdite ingentissime alle unità nordvietnamite, alcune formazioni subirono perdite fino al 90% degli effettivi. Sembra che alla fine del gennaio 1968 lo stesso generale Võ Nguyên Giáp rischiò di cadere vittima dei B-52. Recatosi in visita di ispezione nell'area di Khe Sanh, il comandante in capo nordvietnamita, la cui presenza sarebbe stata individuata dai servizi di informazione americani sulla base dello studio del traffico radio, scampò per poco all'attacco di un gruppo di B-52 che sganciò 1 000 tonnellate di bombe nei pressi del quartier generale.